# Spójnia Stargard
El Spójnia Stargard Szczeciński, más conocido como Spójnia Stargard o simplemente Spójnia, es un equipo de baloncesto polaco que compite en la PLK, la primera división del país. Tiene su sede en la ciudad de Stargard. Disputa sus partidos en el Hala Miejska, con capacidad para 2.500 espectadores.

## Historia
En 1949 se creó el club polideportivo Ludowy Klub Sportowy Spójnia, que constaba de secciones de fútbol, boxeo y vela. En 1953 se creó la sección de baloncesto masculino, que durante sus primeras décadas de historia participó en competiciones locales e interprovinciales. Pero el 27 de marzo de 1994 el equipo ascendió por primera vez a la PLK, la primera división, llegando incluso a participar en las ediciones de la Copa Korać de 1996-97, 1997-98 y 1998-99, siempre en primeras rondas.
Participó en la primera competición nacional hasta 2004, cuando descendió a la I Liga, y no recuperaría su puesto en la PLK hasta 2018, cuando se proclamó campeón de la segunda división, logrando el ascenso directo.

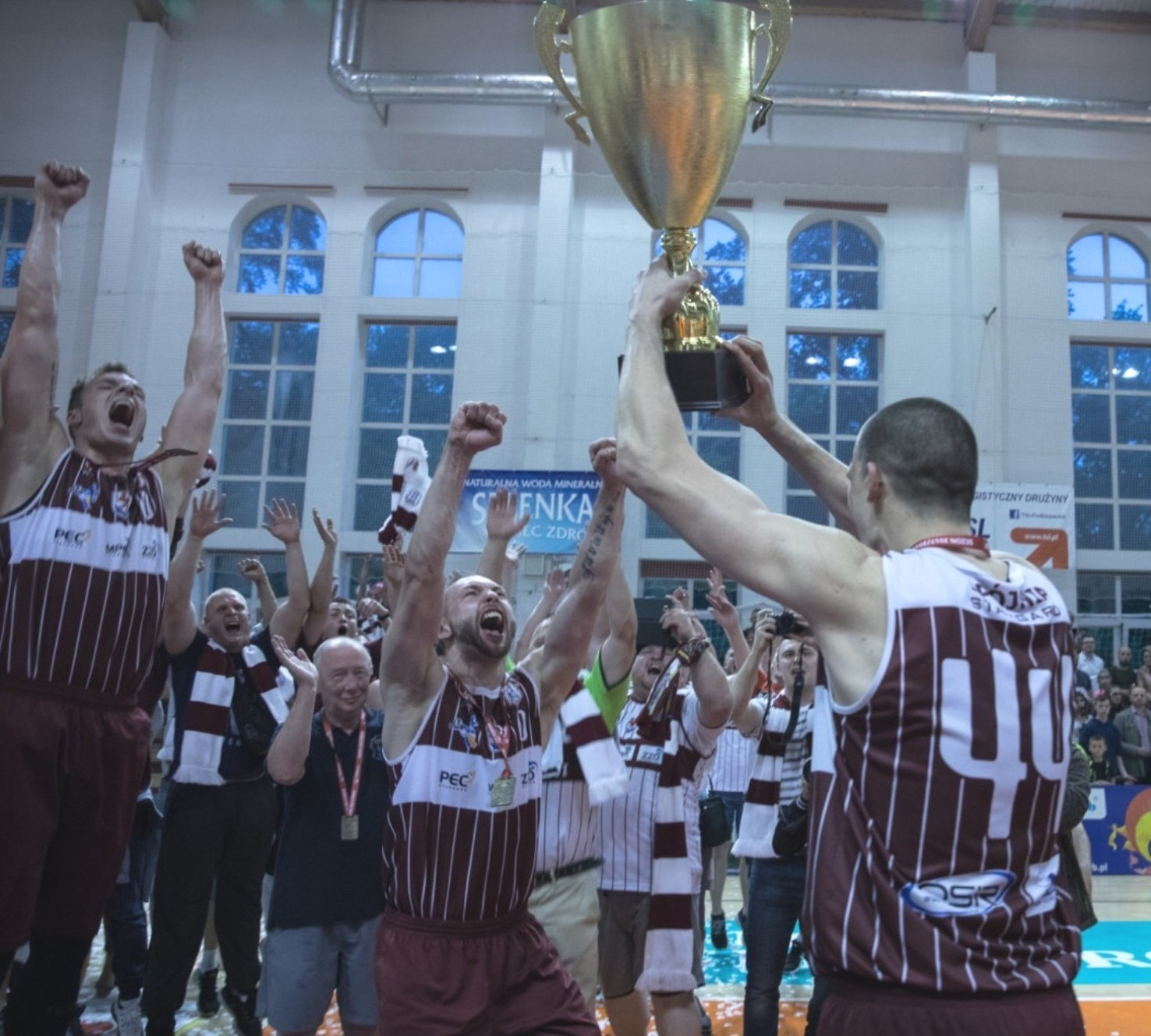
Spójnia levantando el trofeo de la I Liga en mayo de 2018

## Trayectoria
| Temporada | Nivel | Liga   | Pos. | V/D   | PL  | Resultado        | Copa de Polonia | Copa de Polonia | Competiciones europeas | Competiciones europeas |
| --------- | ----- | ------ | ---- | ----- | --- | ---------------- | --------------- | --------------- | ---------------------- | ---------------------- |
| 2010-11   | 2     | I Liga | 8    | 15-15 | 0-2 | Cuartos de final |                 |                 |                        |                        |
| 2011-12   | 2     | I Liga | 5    | 17-11 | 2-3 | Cuartos de final |                 |                 |                        |                        |
| 2012-13   | 2     | I Liga | 5    | 16-14 | 0-3 | Cuartos de final |                 |                 |                        |                        |
| 2013-14   | 2     | I Liga | 12   | 6-20  |     |                  |                 |                 |                        |                        |
| 2014-15   | 2     | I Liga | 6    | 15-11 | 1-3 | Cuartos de final |                 |                 |                        |                        |
| 2015-16   | 2     | I Liga | 10   | 12-18 |     |                  |                 |                 |                        |                        |
| 2016–17   | 2     | I Liga | 5    | 19-11 | 4-3 | Semifinales      |                 |                 |                        |                        |
| 2017–18   | 2     | I Liga | 1    | 28-4  | 9-1 | Ascensocampeón   |                 |                 |                        |                        |
| 2018–19   | 1     | PLK    |      |       |     |                  |                 |                 |                        |                        |

fuente:eurobasket.com

## Palmarés
I Liga
- Campeones (1): 2017–18

## Jugadores destacados
| - Rashid Atkins - Martin Eggleston - Robert Kościuk - Krzysztof Koziorowicz | - Joseph Mcnaull - Robert Morkowski - Piotr Nizioł - Ireneusz Purwiniecki | - Shawn Respert - Tyrone Thomas - Kelvin Upshaw - Keith Williams |